# Bai Qi
Bái Qǐ (chino simplificado: 白起; chino tradicional: 白起) fue un destacado líder militar del Estado Qin durante el periodo de los Reinos Combatientes de la historia china, en el siglo III antes de Cristo.
Nacido en Mei (actualmente Condado de Mei en la Provincia de Shaanxi), fue comandante del ejército de Qin durante más de 30 años y responsable de la muerte de más de 890.000 soldados enemigos, lo que le valió el sobrenombre de Ren Ti (人屠, traducido literalmente como "exterminador de personas"). Asedió y capturó exitosamente más de 73 ciudades de los otros seis Reinos Combatientes y no se han encontrado registros que demuestren ninguna derrota a lo largo de su carrera militar. Falleció en 257 a. C.
De acuerdo con grandes historiadores, Bai Qi es considerado uno de los cuatro más brillantes generales de la parte final de la Era de los Reinos Combatientes de la Antigua China, junto a Wang Jian, Li Mu y Lian Po.

## Carrera
Fue ascendido al más alto rango de la burocracia de Qin (Da Liang Zao) por el rey Zhaoxiang. Comandó guerras contra los estados vecinos de Han, Wei, Zhao y Chu, ocupando grandes áreas de su territorio. En el 278 aC, dirigió al ejército de Qin en la conquista de la ciudad de Ying, capital del Estado de Chu. Como recompensa, recibió el título de Wǔ'ān Jūn (武安君, literalmente "Señor de la Quietud Combativa"), ya que había llevado la paz a Qin derrotando a sus enemigos.
Durante la batalla de Changping en el 260 aC, sucedió a Wang He como comandante del ejército de Qin y derrotó al ejército de Estado Zhao, comandado por Zhao Kuo, cuando el ejército de Zhao se dividió en dos partes y Bai Qi cortó su línea de suministros y su línea de retirada. Más de 400.000 soldados zhao fueron pasados por las armas por órdenes de Bai Qi. Bai Qi quiso acabar con Zhao de manera definitiva aprovechando la victoria de Changping, pero Fan Sui, primer ministro de Qin, ante el creciente poder de Bai Qi, recomendó al rey detener la ofensiva bajo el pretexto de que las tropas de Qin debían descansar y que se debía aceptar una negociación de cesión de territorio. Bai Qi detuvo el ataque y en su viaje de retorno a Qin, enfermó.
En el 257 aC, Qin comenzó el asedio de Handan, capital de Zhao. La enfermedad de Bai Qi le impidió participar en la batalla, siendo Wang Ling (王陵), quien comandó el ejército, siendo derrotado. Después de cuatro meses, cuando Bai Qi parecía haberse recuperado, el rey le pidió a que regresara a su cargo de comandante. Pero Bai Qi argumentó que Qin ya no tenía suficientes recursos en esta guerra a largo plazo y que los otros estados pronto atacarían a Qin, que se había mostrado contraria a la negociación. El rey insistió en continuar el ataque y eligió a Wang He (王 龁), como general en jefe.
Chu y Wei pronto enviaron tropas para asistir a Zhao y después de más de cinco meses continuos de derrotas en Handan, Qin sufrió grandes bajas. El rey pidió de nuevo a Bai Qi que comandara el ejército, pero Bai Qi usó su enfermedad como excusa y rechazó la petición. El Rey, contrariado, despojó a Bai de todos sus títulos, y lo forzó a marchar de Xianyang, aunque finalmente el rey, influenciado por Fan Sui lo forzó a suicidarse, ante el temor de que se incorporara al ejército de otro Estado.

## En la cultura popular
En el famoso anime y manga Kingdom, es representado con su propio nombre "Bai Qi" o bien, "Haku Ki" (para la versión de nombres en japonés), y fue el líder de la primera generación de los "Seis Grandes Generales de Qin", sirvió como un destacado general; temido y respetado alrededor de toda China por ser un despiadado y  brillante estratega. 